# فيليب آدامز
فيليب آدامز (بالفرنسية: Philippe Adams) (و. 1969 – م) هو سائق فورمولا 1، وسائق سيارة سباق، ومهندس، وسائق سباق، من بلجيكا.

## روابط خارجية
- فيليب آدامز على موقع Racing-Reference.info (الإنجليزية)
- فيليب آدامز على موقع DriverDB.com (الإنجليزية)